# Mezofiti
Mezofiti so kopenske rastline. Med mezofite prištevamo listavce, travniške rastline in kulturne rastline. Mezofiti živijo na vlažnih tleh in v vlažnem zraku. Povrhnjica listnatih mezofitov je brez zaščite, zato je v sušem obdobju izpostavljena velikemu izhlapevanju. Na spodnji strani lista ima mezofit listne reže. Notranja zgradba lista je sestavljena iz asimilacijskega tkiva. Asimilacijsko tkivo je sestavljeno iz palisadnega in gobastega tkiva.